# ゴンサロ・トレンテ・バジェステル
ゴンサロ・トレンテ・バジェステル（Gonzalo Torrente Ballester、1910年6月13日 - 1999年1月27日）は、教師であり、作家であり、彼の世代で最も高く評価された作家の一人である。スペインのセランテスで生まれ、サラマンカで亡くなった。セルバンテス賞、アストゥリアス皇太子文学賞、スペインナラティブ文学賞を受賞した。

## 生涯

### 幼少期と青年期
ゴンサロ・トレンテ・バジェステルは現在フェロルに併合されているセランテスの町で生まれた。彼はヌエストラ・セニョーラ・デ・ラ・メルセデス学校、現在のティルソ・デ・モリーナ・デ・フェロル学校に通った。彼は出席免除学生としてラ・コルーニャの高校で学んだ。1921年、彼の近視が原因で、父親の職業でもある海軍軍人への道が断たれた。翌年、彼自身の形成に大きな影響を与えた祖父エラディオが亡くなった。祖父を亡くした彼に慰めとして贈られたのは、彼にとって初めてのドン・キホーテだった。彼は絶えず変化を求め、落ち着きがない貪欲な読書家で、1926年に彼はサンティアゴ・デ・コンポステーラ大学に出席免除学生として入学した。彼は若い時に書いたものを焼き捨て、フリードリヒ・ニーチェとオスヴァルト・シュペングラーを読み耽った。
家族の事情で、彼はオビエドに移り、法学を学び、そこで彼は初めて前衛文学に触れた。彼はオビエドの新聞、ディアリオ・エル・カルバヨンでジャーナリズム活動を始めた。1928年に彼はビーゴへ行き、ラバドレスに住み、ジェームズ・ジョイス、マルセル・プルースト、ミゲル・デ・ウナムーノ、そしてホセ・オルテガ・イ・ガセットを読んだ。その後、彼はマドリードに行き、1929年に居を構えた。そこで彼はバジェ・インクランの集まりへ足繁く通い、哲文学の勉強を始めた。彼はまた、アナキスト新聞ラ・ティエラ（La Tierra）で働き始めた。1930年に新聞が絶版になり、彼はフェロルに戻った。1931年に"Los gozos y las sombras"（スペイン語）が撮影された、ポンテベドラのブエウに家族と共に移り、1932年にホセフィナ・マルビドと結婚した。エドガー・アラン・ポー、シャルル・ボードレール、ステファヌ・マラルメを読み始めた。バレンシアに滞在した後、ホセフィナの喘息のためにガリシアに戻った。1933年に彼はフェロルに居を定め、ラパリスアカデミーで働き、1日16時間文法、ラテン語、歴史を教えた。彼は再び出席免除生としてサンティアゴ大学の文学部に入学し、ガジェギスタ党に参加した。1935年にサンティアゴ・デ・コンポステーラ大学の歴史学部を卒業して、ガジェギスタ党の地方書記を務めた。1936年、彼はサンティアゴ大学の古代史専門の助教授の採用試験に合格した。1934年から1938年の間に、最初の4人の子供が生まれた。

### 戦争と戦後

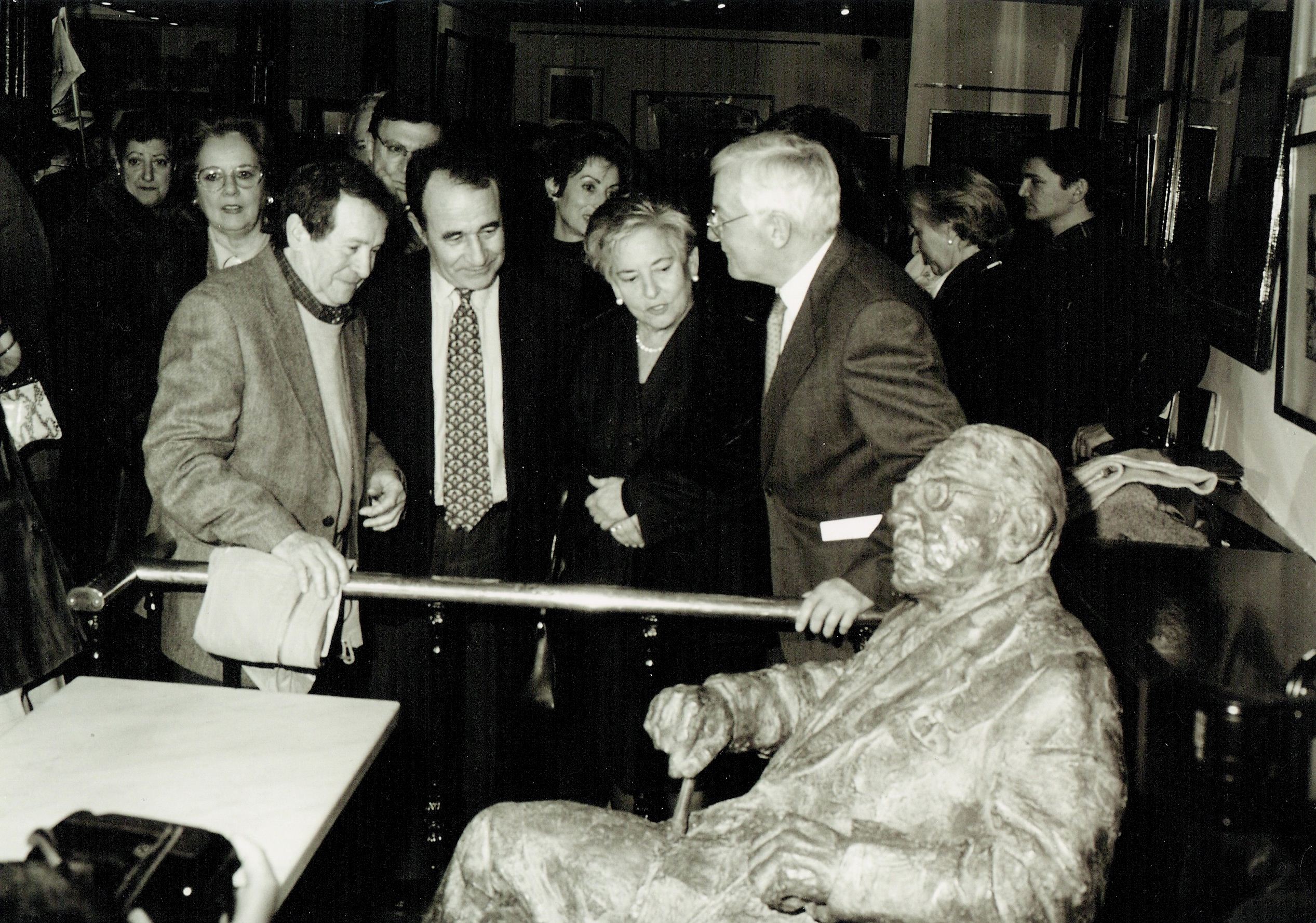
2000年にサラマンカのカフェノベルティでトレンテ・バジェステルを記念した彫刻を発表。右から左に、RAEのディレクター、ヴィクトル・ガルシア・デ・ラコンチャ。未亡人作家、マリア・フェルナンダ・サンチェス‐ギサンデ・カマー、ガリシアの作家カルロス・カサーレス、彫刻家のフェルナンド・マヨラル。

1938年に彼はブルゴスで、"El viaje del joven Tobías"と"Mlraglo reoresentable en siete coloquios"をヒエラルキー誌から出版した。1939年、バジェステルはサンティアゴ大学の助教授になった。彼がエスコリアル社から出版した"El casamiento engañoso"はスペイン聖体神秘劇賞を受賞した。彼はまた、ナショナル社から"Las ideas políticas:el liberalismo y Antecedxentes históricos de la subversión universal"を発行した。1940年、彼は中等教育採用試験を受け、アビラにポストを得たが、彼は臨時職員としてサンティアゴに残った。更に、"Lope de Aguirre"をべルティセ（Vértice）誌に掲載した。1941年、彼はリドルエホ、ライン、ヴィバンコ、ロサレス、更にブルゴスグループの他のメンバーとともに、エスコリアル誌の創設に関わった。1942年、彼はフェロルに移り、フェロルにあるコンセプシオン・アレナル高校で教え始めた。"República Barataria, Teomaquia en tres actos, el primero dividido en dos cuadros y Siete ensayos y una farsa"をエスコリアル社から出版した。
1943年、最初の小説"Javier Mariño"をナショナル誌で出版したが、20日後に政府の検閲により小説の出版が差し押さえられた。1944年、彼はアリーバ紙で"Gerinerdo"と、エル・エスパニョール紙で"Cómo se fue Miguela"という二つの叙述集を出版した。1946年に彼は"El retorno de Ulises"を出版した。国立出版社のコメディ、ヌエバ・エポカ社で"El golpe de estado de Guadalupe Limón"などが出版された。彼は、ドイツ人のメットチャイルド・フォン・ヘッセ・ポデヴィルと協力して、ヌエバ・エポカ社でライナー・マリア・リルケの『ドゥイノの悲歌』の翻訳と序文を書き、注釈を付けた。

### マドリード時代
1947年、彼はマドリードに移り住んだ。ゲーラ・ナバル校の世界史の教員として任期が終了する1962年まで住むことになる。1948年、マドリードで開催されたホセ・オルテガ・イ・ガセットの講演会に参加して、アリーバ紙で演劇評論家としての活動を始めた。彼はアフロディシオ・アグアード（Afrodisio Aguado）社から"Compostela"を出版した。1949年に彼はラジオ・ナシオナル・デ・エスパーニャの演劇評論家として活動を始めた。彼はアフロディシオ・アグアード社から"Litertura española contemporánea"を出版した。彼はホセ・アントニオ・ニエベス・コンデによる映画"Llegada de noche"と、同監督によるエル・セルコ・デル・ディアブロ（1952年公開）に脚本家として参加した。1950年、彼は"La princesa durmiente va a la escuela"を執筆したが、1983年まで出版社が見つからなかった。また、アフロディシオ・アグアード社で"Infigenia"、アス（Haz）社から"Atardecer de Longwood"を出版した。1951年、ホセ・アントニオ・ニエベス・コンデ監督の映画Surcosと、1953年の同監督の映画作品Rebeldíaの脚本を書いた。1954年、彼はシド（Cid）社（土曜日の小説）で"Farrquiño"を出版した。
1957年に彼は、エル・セニョール・ジェガ（El señor llega）と三部作"Los gozos y las sombras"の第1巻El señor llegaをアリオン社から出版した。そして、"Teatro español contemporánea"をグアダラマ社から出版した。1958年1月に彼の妻ホセフィナ・マルビドが亡くなり、その後すぐの2月に、彼の父親であるゴンサロ・トレンテ・ピニョンが亡くなった。1959年、彼はエル・セニョール・ジェガでフンダシオン・ファン・マーチ財団文学賞を受賞した。彼は三部作の続きを執筆する為マジョルカを旅し、"Los gozos y las spmbras"の二部作目の"Donde da la vuelta el aire"を書いた。1960年1月、彼はマリア・フェルナンダ・サンチェス‐ギサンデ・カマニョと出会い、パリとドイツを旅した。彼は、フェロルで最初のテープレコーダーを購入し、ずっと仕事中使用していた。5月に彼はフェルナンダと結婚した。彼は、二部作目の"Donde da la vuelta el aire"をアリオン社で出版した。1961年、彼はグアダラマ社から"Panorama de la literatura española contemporánea"を出版した。同年、フェルナンダとの間で生まれた7人の子供のうちの一人目が誕生した。
1962年、アストゥリアス鉱山労働者のストライキを擁護する声明書に署名した。その為、ゲーラ・ナバル校の教員としての地位と、ラジオ・ナシオナルとアリバ紙の評論家としての仕事も失った。彼は三部作小説"Los gozos y las sombras"の最後の部である"La Pascua triste"を出版した。1963年、デスティーノ社で出版され、あまり人気のなかった"Don Juan"（スペイン語）だが（彼の作品で最も愛したキャラクターで、息子のゴンサロ・トレンテ・マルビドによれば最も優れた小説）この作品を検閲から守る為の戦いで書く熱意を失ってしまった。彼はその時から翻訳家として生きた。彼はマドリードで行われた作家会議に参加した。1964年、中等教育での教職復帰の申請をして、ポンテベドラへ配属された。彼はファロ・デ・ビーゴ紙の«Amodo»（ガリシア語でゆっくりの意味）というタイトルのコラム欄に寄稿を開始した。1965年、彼はドンセル社から"Aprendiz de hombre"を出版した。

### 渡米時代（米西往復）
1966年、彼は著名な教授として、ニューヨーク州オールバニーにあるニューヨーク州立大学で教える目的で招待された。8月、彼は家族（結婚して授かった5人の子供と）と、増えた蔵書を含むすべてのものを携えて、アメリカに渡った。1968年、彼はオールバニーでディオニシオ・リドゥルエホ、ラモン・ピニェイロとダマソ・アロンソの訪問を受けた。彼は、フアン・マーチ財団からの補助金を受け書いた小説"Off‐side"を完成させた。『La saga/fuga de J.B.』（スペイン語）の先駆けとなる"Campana y piedra"を書き始め、1969年、デスティーノ社から"Off-side"が発行された。この頃、アメリカで下の2人の子供が生まれた。
1970年、彼の母親アンへラが亡くなった。彼はスペインに戻り、教職復帰の申請を行い、マドリードにあるオルカシタス高校に配属された。1971年、彼は一時的にオールバニーに戻り、20世紀にスペイン語で書かれた小説の中で最も優れた作品の1つである、La saga/fuga de J.B.の執筆を終えた。彼はデスティーノ社からその本を出版し、1972年にオールバニーでしばらく過ごした。La saga/fuga de J.B.がバルセロナ市の批評家賞を受賞し、1973年にアメリカでの教職を辞めた。そして、彼はビーゴのラ・ギア高校に配属された。彼はインフォルマシオネス（informaciones）紙にコラム"Cuadernos de La Romana"の寄稿を始めた。1975年、スペイン王立アカデミー（RAE）の会員に選出された。

### 業績

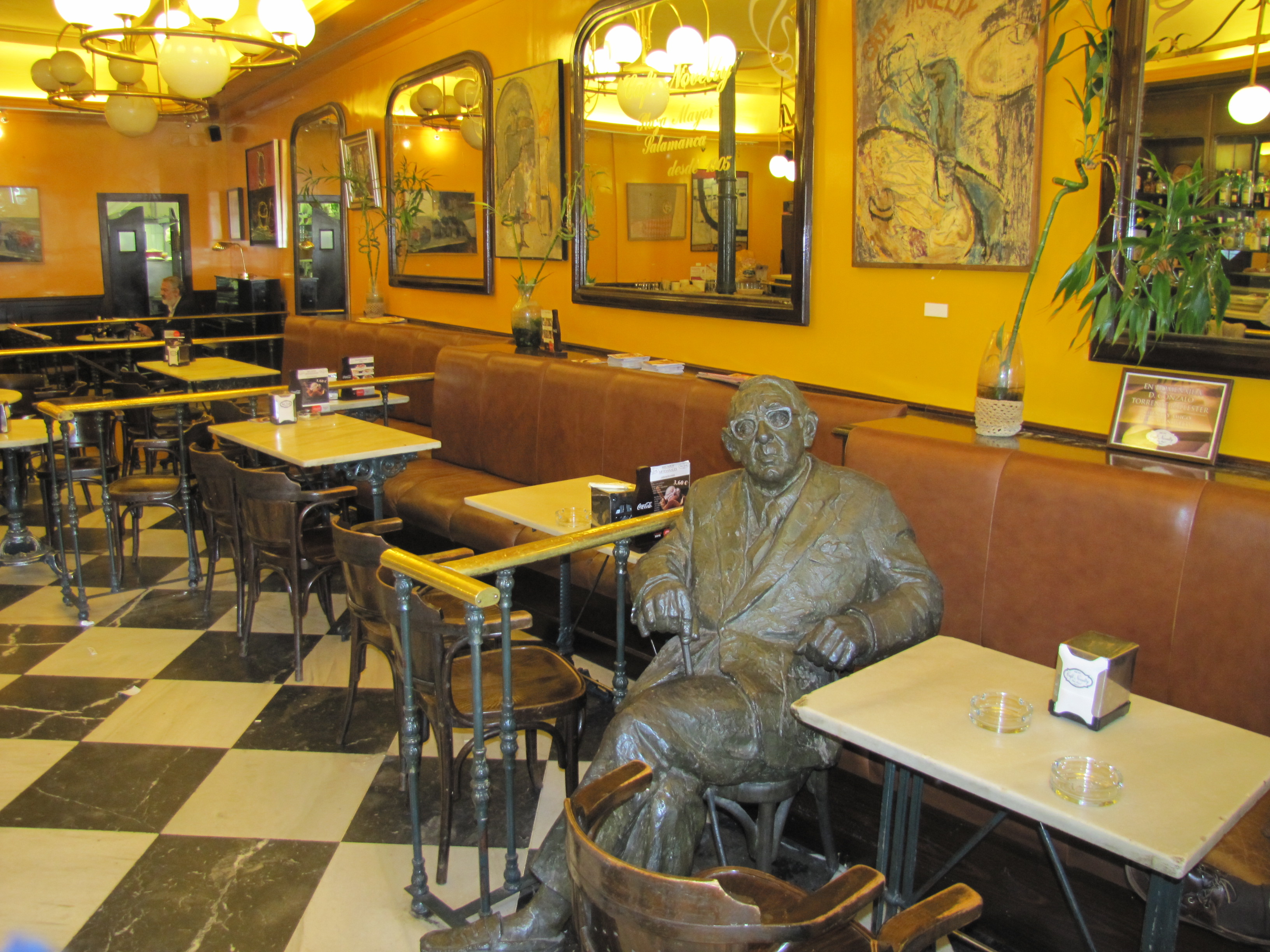
彫刻家フェルナンド・マヨラルの作品。サラマンカのマヨール広場にある100周年記念の文学カフェノベルティにある。トレンテ・バジェステルに捧げられた像。

トレス・ビジャロエル高校で教鞭をとるため、サラマンカに移った。彼がサラマンカに住んでいた25年間のほとんど、大学都市の知識人たちが彼の周りに会した。サラマンカのマヨール広場の100年の歴史がある、文学カフェノベルティで彼を見るのはいつものことだった。このカフェには現在、彼の友人で彫刻家フェルナンド・マヨラルによって作られたバジェステルの彫刻がある。彼のエッセイ"el Quijote como juego"をグアダラマ社から出版した。更に、Cuadernos de La Romanaのコラムがデスティーノ社の本に掲載された。1976年、心臓発作を起こしたが、情報（インフォルマシオネス）コラムの続きである"Nuevos cuadernos de La Romana"をデスティーノ社から出版した。1977年、彼はRAE（スペイン王立アカデミー）の大文字Eの形の椅子の座を担当することになり、RAEの式典で"Acerca del novelista y de su arte"というタイトルの演説をした。カミーロ・ホセ・セラが答えた。彼は "Fragmentos de Apocalipsis"を出版し、デスティーノ社で"Obra completa"プロジェクトの1巻が出版されたが、これには続きが無い。1978年、叙述"Las sombras rocobradas"の執筆を始め、1979年にプラネタ社から出版された。1980年に彼は教職を退職し、サラマンカ市から表彰された。1981年、"La isla de los Jacintos Cortados"が国民文学賞を受賞し、ABC新聞で"Cotufas en el golfo"という記事の連載を始めた。彼はトリウンフォ誌に"Currículum, en cierto modo"を掲載した。彼の3部作に基づいたTVシリーズ"Los gozos y las sombras"の脚本の監修と製作をした。1982年、ミゲル・デリベス・セティエンと共に"ex aequo"で アストゥリアス皇太子賞の文学賞をミゲル・デリーベス・セティエンと共に受賞した。トレス・ビジャロエル高校の教え子たちは、1983年に彼に退官記念パーティーを企画し、彼に敬意を表して、彼らは『ドン・キホーテ』前編を手書きした本を一冊贈った。
1982年、テレビシリーズ"Los gozos y las sombras"が放映され、視聴者から反響が多く寄せられ、ヒットした。彼はデスティーノ社から批評エッセイ"Ensayos críticos"を出版した。プラサ＆ハネス社から"Los cuadernos de un vate vago"、およびデスティーノ社から"Dafne y ensueño"を出版した。1983年、バジェステルはフェロルから名誉市民称号を与えられ、ついに"La princesa Durmiente va a la escuela"がプラサ・ハネス社から出版された。1984年、彼はサラマンカから名誉市民称号を与えられた。"Quizá nos lleve el viento al infinito"（スペイン語）をプラサ&ハネス社で発表した。また、"El Quijote como juegoy otoros trabajos crítiocos"がデスティーノ社から再版された。1985年、ミゲルデセルバンテス文学賞を受賞した。彼はスペイン人小説家として初めての受賞を達成した。更に、ペドロ・バリエ・デ・ラ・マサ基金から、功績が認められ、終身業績賞を受賞している。彼はデスティーノ社から"La rosa de los vientos"を出版した。1986年、オランダ、デンマーク、アルゼンチンなどの外国を廻り講演をした。彼はデスティーノ社で"Cotufas en el golfo"出版した。彼の作品"El retorno Ulises"に基づいた"¡Oh, penélope!"が初めて舞台で上演された。1987年、彼はサラマンカ大学から名誉博士号を授与され、"Yo no soy yo, evidentemente"を出版した。
名誉ある賞を続けて得た。1988年には、サンティアゴ・コンポステーラ大学とディホン大学から名誉博士号を授与され、フランス共和国芸術文化勲章のシュヴァリエ（騎士）に列せられた。"Filomeno, a mi pesar"（スペイン語）はプラネタ賞を受賞し、"Ifigenia y otros cuentos"をデスティーノ社から出版した。1989年、彼は白内障手術を受けた。ラコルーニャ州議会は、トレンテ・バジェステル小説賞を設置した。その頃、彼の名作の一つである、"Crónica del rey pasmado"（スペイン語）と、"Santiago de Rosaía Castro"をプラネタ社から出版した。1990年、スペイン書籍出版連盟からゴールデンブック賞を受賞し、サンティアゴ・デ・コンポステーラから文化的功績を称えられ、金のメダルを与えられた。彼の息子のゴンサロ・トレンテ・マルビドとファン・ポタウが書いた"El rey pasmado"（スペイン語）の映画の脚本の監修を行った。1991年、"Las isala extraordinarias"をプラネタ社から出版した。彼の作品が原作となった、イマノル・ウリベ監督の映画"El rey pasmado"は、スペイン原作となった映画アカデミーのゴヤ賞8つを受賞した。1992年、ハバナ大学でガリシア文化の講座の開校式に出席する為、キューバを訪れ、フィデル・カストロと面会をした。さらに、彼はハバナ大学から名誉博士の称号を贈られた。彼の名前がラコルーニャにある彼の名前が付けられた広場の落成式が行われた。彼はプラネタ社から"La muerte del decano"（スペイン語）を出版した。また、マドリードのinformaciones紙に書いたTorre del Aireの記事を編纂し、ラコルーニャ県議会から出版した。1993年、ビーゴ大学で彼の作品に関する研究会が1週間行われた。1994年、プラネタ社から出版され、地方の文学サークルを風刺した小説、"La novela de Pepe Ansúrez"が、アソリン賞を受賞した。1995年、彼は同じ出版社から、"La boda de Chon Recalde"を出版した。翌年、カスティーリャ・イ・レオン州文学賞を受賞した。そして、彼は自分の作品の翻訳者（クロード・ブレトン、コリン・スミス、アントニオ・ゴンサルベス）に会うため。ルクセンブルクへ旅だった。1997年、彼はランサローテのセサル・万里家財団を訪れ、その機会にポルトガル人作家のジョゼ・サラマーゴに面会した。彼はルーゴのダマソ・アロンソの式典に参加した。彼は肺炎のため、9月に2週間入院した。彼は、ガリシアのペンクラブからロサリア・デ・カストロ賞を受賞した。彼はサンティアゴ・デ・コンポステーラ、ポンテベドラ、ニグラン（ポンテベドラ）、フェネ（ラコルーニャ）の名誉市民称号を与えられた。彼は、Amodoというタイトルでファロ・デ・ビーゴ新聞で連載された記事を、要約と編集をして、"Memoria de un inconformista"をアリアンサ社から出版した。彼はプラネタ社から"Los años indecisos"を出版した。1998年、彼は7月と9月に入院した。彼は、ポルトガル共和国芸術賞の最優秀賞である、サンティアゴ・デ・ラエスパーダ騎士団（ポルトガル）に選ばれた。彼の作品の一部は、アリアンサ社の著者コレクションで再発行された。1999年1月27日にサラマンカで亡くなった。彼はセランテス墓地に埋葬され、式典ではカルロス・ヌニェスがバグパイプで奏でた « Negra sombra »の音 が響いていた。
トレンテ・バジェステルは、20世紀初頭のガリシアの口承文学が、彼に決定的な影響を与えたことを幾度となく認めている。例えば彼は、香港での喧嘩を語る船員の話を引用している。これらの物語は、カスティーリャ語で書かれたが、ガリシア語の構文を使用していた。
語り手として、トレンテは問題提起と解決策を皮肉のたっぷりのナレーションで行う才能が際立っていた。この皮肉は、驚異的なものの中にある現実、そして現実にある驚異的なものを認知することが基になっている。このことは時としてイスパノアメリカの魔術的リアリズムに対応するスペイン的なものと評価されるが、トレンテははそれを否定している。
トレンテ・バジェステルは、彼が亡くなる数日前に発行された、マドリードの新聞El Paísのインタビューで、「どの小説も、私の子供たちが健康に成長するのを見守ることほど、私に満足感を与えた小説はなかった」と述べた。2回の結婚で2人の奥さんとの間に生まれた11人の子供たちの中には、次のような著名人がいる。前述の小説家ゴンサロ・トレンテ・マルビド、スペインのバロック様式音楽を専門とする音楽研究家とマドリード・コンプルテンセ大学教授のアルバロ・トレンテ・サンチェス‐ギサンデ（現在のゴンサロ・トレンテ・バジェステル財団の会長）。歴史研究家のファン・パブロ・トレンテ・サンチェス‐ギサンデ。ジャーナリストのルイス・フェリペ・トレンテ・サンチェス‐ギサンデ。フィレンツェ大学の教授フランシスカ・アンヘラ・トレンテ・サンチェス‐ギサンデ。
2007年から2008年の間に、プント・デ・レクトゥーラ社とアルファグアラ社の両出版社は、作品の一部を再発行している。具体的には、プント・デ・レクトゥーラ社は10本の作品を再発行している。その中には、彼の主な作品は：La saga/fuga de J.B.、Don JuanやFragmentos de Apocalipsがある。アルファグアラ出版社からは、三部作作品のLos gozos y las sombrasを1巻にまとめて出版した。

## 2010年：生誕100周年

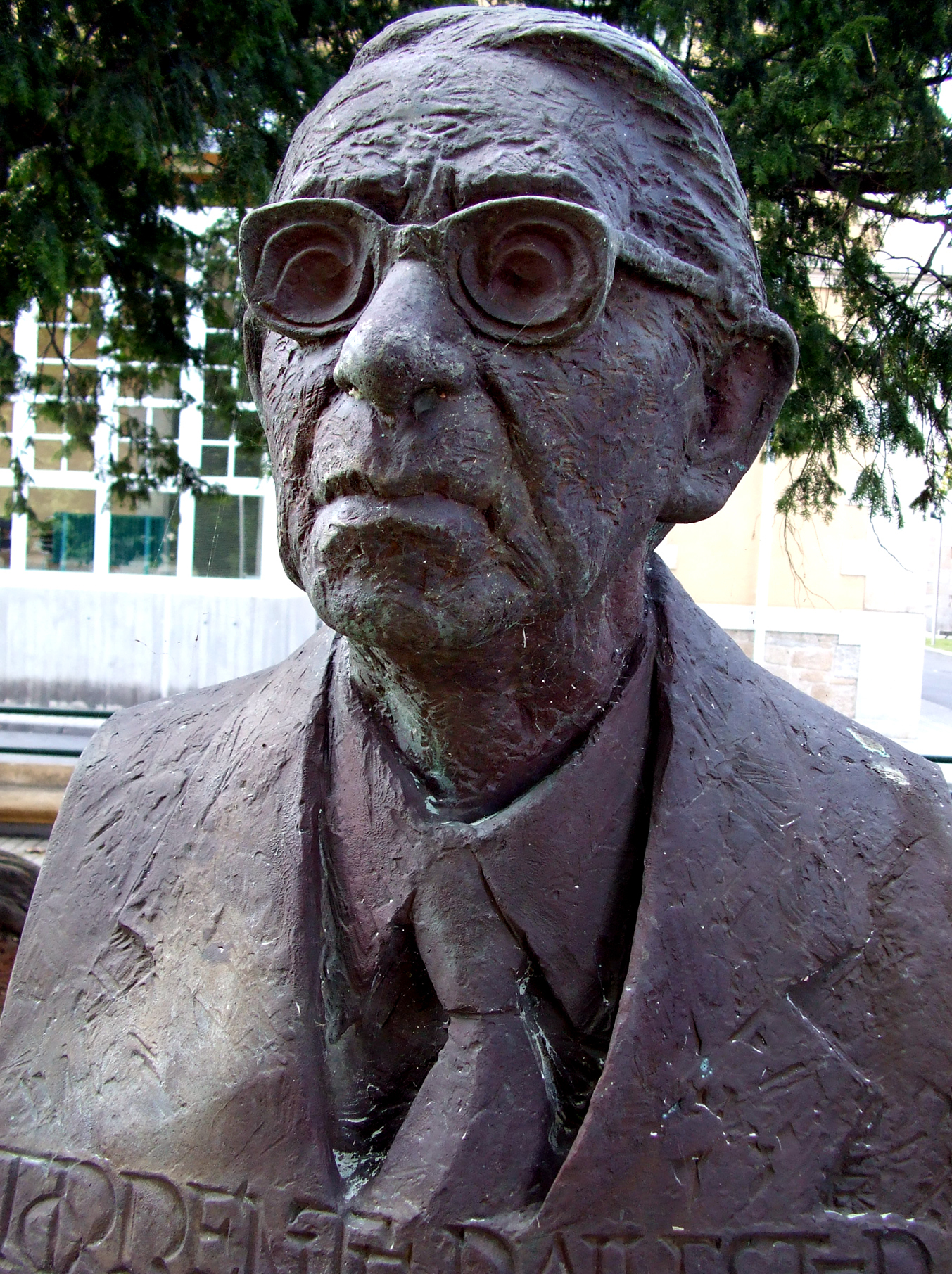
フェロル（コルーニャ州）のゴンサロ・トレンテ・バジェステルの胸像

国立文化コメモレイション協会（SECC）とゴンサロ・トレンテ・バジェステル財団は、2010年に下記の都市で作家の100周年を記念する巡回展を開催した。サラマンカ（2月-3月）、フェロル（3月-4月）、ログローニョ（5月-6月）、サンティアゴ・デ・コンポステーラ（6月-9月）、ポンテベドラ（10月-11月）。展覧会はセルバンテス文化センターとのコラボレーションで、2011年には他のスペインの都市、ヨーロッパやアメリカの都市で開催された。
ドキュメンタリービデオGTBxGTBがジャーナリストのルイス・フェリペ・トレンテとダニエル・スベルビラオの監督のもと製作された。
バジェステル生誕100周年を記念して、いくつかの作品が再出版された。とりわけ、1948年にシャコベオの年を記念して書かれたCompostelaの複製本は特筆すべきである。（ゴンサロ・トレンテ・バジェステル財団およびサンティアゴコンソーシアム、2010年）マドリードの出版社サルト・デ・パヒナは、1946年に初めて出版された、著者の2作品目の小説"El Golpe de Estado de Guadalupe Limón"を再編集を試みた。一方、出版社エサロ・エディシオネスは、"La boda de Chon Recalde"と"El cuento de Sirena"の新版を書店に持ち込んだ。"El cuento de Sirena"は、ガリシアのアーティスト、ミゲランソ・プラドが挿絵を描いた貴重な作品である。また、物語"Farruquiño"もフェロルの小さな出版社によって再発行された。出版社カスタリアは、出版から40年後に、カルメン・べセラ・スアレスとアントニオ・ヘスス・ジル・ゴンサレスによる。”La saga/fuga de J.B."の原作に忠実な書を発行した。
ゴンサロ・トレンテ・バジェステル生誕100周年を記念し、2010年10月8日に0.34ユーロの郵便切手が発行された。切手は、1988年に息子のホセ・ミゲル・トレンテが撮影した人物写真の複製である。

## 作品

### 小説
- Javier Mariño （1942）
- El golpe de estado de Guadalupe Limón （1946年）
- Ifigenia （1949）
- 三部作Los gozos y las sombras （1957–1962）。
  - El señor llega （1957）（フアンマーチ財団の小説賞受賞）
  - Donde de la vuelta el aire （1960）
  - La Pascua triste （1962）
- Don Juan （1963）
- Off -saide （1969）
- La saga / fuga de J.B. （1972）、バルセロナ市賞と1972年批判家賞受賞）
- Fragmentos de Apocalipsis （1977）（批評家賞受賞）
- La isla de los Jacintos Cortados （1980）（スペイン文学賞受賞）
- Dafne y ensueños （1982）
- La princesa Durmiente va a la escuela （1983）
- Quizá nos lleve el viento al infinito （1984）
- La rosa de los vientos （1985）
- Yo no soy yo, evidentemente （1987）
- Filomeno, a mi pesar （1988）（プラネタ社賞受賞）
- crónico del rey pasmado （1989）
- Las islas extraordinarias （1991）
- La muerte del decano （1992）
- El Hostel de los Dioses amables （1993）
- La novela de Pepe Ansúrez （1994）（アゾリン賞受賞）
- La boda de Chon Recalde （1995）
- Los años indecisos （1997）
- Doménica （1999）

### 舞台
- El viaje del joven Tobías （1938）
- El casamiento  engañoso （1939）
- Lope de Aguirre （1941）
- República Barataria （1942）
- El retorno de Ulises （1946）
- Atardecer de Longwood（1950）

### エッセイ
- Panorama de la literatura española contemporánea（1956）
- Teatro español contemporáneo （1957）
- Siete ensayo y una farsa（1972）
- El Quijote como juego （1975）
- Los cuadernos de un vate vago （1982）
- Diarios de trabajo 1942‐1947 （1982）
- Mi fuero interno（2011）

### ジャーナリズム
- Cuadernos de La Romana（1975）
- Nuevos Cuadernos de La Romana （1977）
- Cotufas en el golfo （1986）
- Torre el aire （1993）
- Memória de un inconformista （1997）

### 作品集
- Compostela y su ángel （1948）
- Farruquiño （1954）
- las sombras recobradas （1979）（Fragmentos de memoriasを含む： El cuento de sirena、Farruco、El desventurado、Farruquiño、Historias de humor para eruditos：Mi reino por un caballo (falsa novela inglesa)、El Hostal de los Dioses Amables）
- Los cuadernos de un vete vago （1982）
- Santiago de Rosalía Castro （1989）
- Lo mejor de Gonzalo Torrente Ballester （1989）
- Los mundos imaginarios（1994）

### 翻案
- César y Cleopatra（1958）作： ジョージ・バーナード・ショー

### 脚本
- Night Arrival (1949)
- Surcos (1951)
- Devil's Roundup (1952)
- Rebellion (1954)

## 著者に関する伝記と研究
- Simón Valcárcel Martínez著　『G. Torrente Ballesterの文学作品の研究』（2012）483p。
- GonzaloÁlvarezPerelétegui、『Las Ficciones de Gonzalo Torrenet Ballester』  バリャドリッド、スペイン文献学専門の学生大会。言葉は未来、新世紀の文献学者：スペイン文献学学生の最初の大会の大会発表論文集です。-バリャドリッド：バリャドリッド大学、出版および編集部の事務局、D.L. 2002年。-P. 419-434。
- Carmen Rivero Iglesias（編 ）ゴンザロ・トレンテ・バジェステールのリアリズム：権力、宗教、神話。マドリード：イベロアメリカ人。フランクフルトアムマイン  ：Vervuert、2013年。